# Peter Fischer
Peter Fischer   (Lich, 14 de març de 1956) és un emprenedor esportiu alemany. Va ser el president del club de futbol Eintracht Frankfurt des de l'agost de 2000 fins al gener de 2024. Quan va deixar el càrrec, va pronunciar les següents paraules: «El meu desig més gran a la vida no és que l'Eintracht Frankfurt torni a guanyar la Bundesliga o que guanyi la Champions League, el meu desig més gran a la vida és que desaparegui tota la merda nazi. Que exploti a l'aire. Vomitar-los a la cara cada dia».
El 2022, Fischer va rebre la medalla Buber-Rosenzweig pel seu posicionament inequívoc contra l'extremisme de dreta, l'antisemitisme i el racisme.

## Trajectòria
En una entrevista al Frankfurter Allgemeine Zeitung el desembre de 2017, Fischer va afirmar que, segons els estatuts del club, ningú que votés l'Alternativa per Alemanya (AfD) no en podia ser membre. Després de noves entrevistes i declaracions relacionades amb l'AfD, els seus portaveus Klaus Herrmann i Robert Lambrou van presentar una denúncia penal contra Fischer per insults, calúmnies i difamació, ja que consideraven que ningú no hauria de rebre un tracte preferent o desfavorable a causa de les seves opinions polítiques. La querella va ser desestimada per la fiscalia en referència a la llibertat d'expressió. Fischer ha declarat que és «una persona que ve del món de la comunicació, que estima el diàleg i la cultura del debat». Tanmateix, hi ha d'haver una exclusió clara i no té res a parlar amb l'extrema dreta perquè és sabut que en aquest cas «el debat i el diàleg no tenen cap possibilitat, quan pel fet de tenir una opinió diferent hom es converteix en enemic, la idea d'una conversa basada en l'intercanvi d'arguments racionals, fins i tot la possibilitat de poder convèncer, és una il·lusió».